# 里弗賽德 (愛達荷州賓厄姆縣)
里弗賽德（英語：Riverside）是位於美國愛達荷州賓厄姆縣的一個人口普查指定地區。

## 地理
里弗賽德的座標為43°11′49″N 112°26′07″W / 43.19694°N 112.43528°W，而該地最高點為海拔高度1359米（即4459英尺）。

## 人口
根據2010年美國人口普查的數據，里弗賽德的面積為5.56平方千米，均為陸地。當地共有人口838人，而人口密度為每平方千米150.72人。